# Greg Bury
Greg Bury (* um 1977) ist ein kanadischer Badmintonspieler. 

## Karriere
Greg Bury startete 2001 und 2004 bei den US Open. 2005 nahm er an den Panamerika- und den Weltmeisterschaften teil. Auf kontinentaler Ebene schied er dabei im Herrendoppel in Runde zwei aus, bei den Welttitelkämpfen in Runde eins. Weitere Starts folgten 2005 bei den Bitburger Open, den Dutch Open, den US Open und den Canadian Open.